# Ettelsberg mit Ruthenaar- und Hoppecketal bei Willingen
Ettelsberg mit Ruthenaar- und Hoppecketal bei Willingen este o arie protejată (arie specială de conservare — SAC, sit de importanță comunitară — SCI) din Germania întinsă pe o suprafață de 116,19 ha, integral pe uscat.

## Localizare
Centrul sitului Ettelsberg mit Ruthenaar- und Hoppecketal bei Willingen este situat la coordonatele 51°16′58″N 8°36′01″E / 51.2828°N 8.6003°E.

## Înființare
Situl Ettelsberg mit Ruthenaar- und Hoppecketal bei Willingen a fost declarat sit de importanță comunitară în noiembrie 2004 pentru a proteja un număr necunoscut de specii din flora spontană și fauna sălbatică aflate în arealul zonei. Situl a fost protejat și ca arie specială de conservare în martie 2008.

## Biodiversitate
Situată în ecoregiunea continentală, aria protejată conține 6 habitate naturale: Cursuri de apă de la nivel de câmpie la nivel montan, cu vegetație Ranunculion fluitantis și Callitricho-Batrachion, Pajiști uscate europene, Formațiuni ierboase bogate în specii de Nardus, dezvoltate pe substraturi silicioase în zone montane (și în zone submontane, în Europa continentală), Liziere de ierburi înalte hidrofile de câmpie și de nivel montan până la alpin, Păduri de fag Luzulo-Fagetum, Păduri de fag Asperulo-Fagetum.
La baza desemnării sitului se află un număr nedeclarat de specii protejate.
Pe lângă speciile protejate, pe teritoriul sitului au mai fost identificate 11 specii de plante.